# ATP Challenger Tour 2022
In der folgenden Tabelle werden die Turniere der professionellen Herrentennis-Saison 2022 der ATP Challenger Tour dargestellt. Sie bestand aus 184 Turnieren mit einem Preisgeld zwischen 37.520 und 159.360 US-Dollar. Es war die 46. Ausgabe des Challenger-Turnierzyklus und die vierzehnte unter dem Namen ATP Challenger Tour. Seit 2019 hatten eigentlich alle Turniere im Einzel ein 48er-Feld. Im Jahr 2019 kam allerdings eine neue Kategorie (Challenger 50) hinzu, in der das Teilnehmerfeld aus 32 Spielern bestand. Es konnten sich aus einer Qualifikation von vier Spielern zwei einen Platz für das Hauptfeld sichern. Aufgrund der Coronavirus-Pandemie wiesen auch in diesem Jahr die Turniere im Einzel jedoch (bis auf wenige Ausnahmen) ein reduziertes 32er-Feld auf. Es konnten sich hierbei aus der Qualifikation von 24 (in Ausnahmen 16) Spielern 6 (bzw. 4) einen Platz im Hauptfeld sichern.

## Turnierplan

### Januar
| Datum1 | Ort        | Turnier                                                 | Preisgeld2 | Belag3        | Sieger Einzel              | Sieger Doppel                           |
| ------ | ---------- | ------------------------------------------------------- | ---------- | ------------- | -------------------------- | --------------------------------------- |
| 03.01. | Bendigo    | Bendigo International                                   | $ 058.320  | Hartplatz     | Ernesto Escobedo           | Ruben Bemelmans Daniel Masur            |
| 03.01. | Traralgon  | Traralgon International                                 | $ 058.320  | Hartplatz     | Tomáš Macháč               | Manuel Guinard Zdeněk Kolář             |
| 03.01. | Forlì      | Città di Forlì I                                        | € 032.160  | Hartplatz (i) | Luca Nardi                 | Marco Bortolotti Arjun Kadhe            |
| 03.01. | Tigre      | Dove Men+Care Legión Sudamericana Challenger de Tigre   | $ 037.520  | Sand          | Santiago Rodríguez Taverna | Conner Huertas del Pino Mats Rosenkranz |
| 10.01. | Forlì      | Città di Forlì II                                       | € 045.730  | Hartplatz (i) | Jack Draper                | Sadio Doumbia Fabien Reboul             |
| 10.01. | Blumenau   | Circuito Dove Men+Care Blumenau                         | $ 037.520  | Sand          | Igor Marcondes             | Boris Arias Federico Zeballos           |
| 17.01. | Concepción | Dove Men+Care Legión Sudamericana Challenger Concepción | $ 053.120  | Sand          | Daniel Elahi Galán         | Diego Hidalgo Cristian Rodríguez        |
| 17.01. | Forlì      | Città di Forlì III                                      | € 045.730  | Hartplatz (i) | Pawel Kotow                | Victor Vlad Cornea Fabian Fallert       |
| 24.01. | Columbus   | Tennis Ohio Championships                               | $ 053.120  | Hartplatz (i) | Yoshihito Nishioka         | Tennys Sandgren Mikael Torpegaard       |
| 24.01. | Quimper    | Open Quimper Bretagne Occidentale                       | € 045.730  | Hartplatz (i) | Vasek Pospisil             | Albano Olivetti David Vega Hernández    |
| 24.01. | Santa Cruz | Dove Men+Care Challenger Bolivia                        | $ 053.120  | Sand          | Francisco Cerúndolo        | Diego Hidalgo Cristian Rodríguez        |
| 31.01. | Cleveland  | Cleveland Open                                          | $ 053.120  | Hartplatz (i) | Dominic Stricker           | William Blumberg Max Schnur             |

### Februar
| Datum1 | Ort        | Turnier                          | Preisgeld2 | Belag3        | Sieger Einzel    | Sieger Doppel                        |
| ------ | ---------- | -------------------------------- | ---------- | ------------- | ---------------- | ------------------------------------ |
| 07.02. | Bangalore  | Bengaluru Open I                 | $ 053.120  | Hartplatz     | Tseng Chun-hsin  | Saketh Myneni Ramkumar Ramanathan    |
| 07.02. | Cherbourg  | Challenger La Manche – Cherbourg | € 045.730  | Hartplatz (i) | Benjamin Bonzi   | Jonathan Eysseric Quentin Halys      |
| 14.02. | Bangalore  | Bengaluru Open II                | $ 053.120  | Hartplatz     | Aleksandar Vukic | Alexander Erler Arjun Kadhe          |
| 14.02. | Forlì      | Città di Forlì IV                | € 045.730  | Hartplatz (i) | Jack Draper      | Victor Vlad Cornea Fabian Fallert    |
| 21.02. | Pau        | Teréga Open Pau–Pyrénées         | € 090.280  | Hartplatz (i) | Quentin Halys    | Albano Olivetti David Vega Hernández |
| 21.02. | Forlì      | Città di Forlì V                 | € 045.730  | Hartplatz (i) | Jack Draper      | Marco Bortolotti Witalij Satschko    |
| 28.02. | Las Palmas | Gran Canaria Challenger          | € 045.730  | Sand          | Gianluca Mager   | Sadio Doumbia Fabien Reboul          |
| 28.02. | Turin      | Torino Challenger                | € 045.730  | Hartplatz (i) | Mats Moraing     | Ruben Bemelmans Daniel Masur         |

### März
| Datum1 | Ort                  | Turnier                                   | Preisgeld2 | Belag3        | Sieger Einzel           | Sieger Doppel                           |
| ------ | -------------------- | ----------------------------------------- | ---------- | ------------- | ----------------------- | --------------------------------------- |
| 07.03. | Monterrey            | Abierto GNP Seguros                       | $ 106.240  | Hartplatz     | Fernando Verdasco       | Hans Hach Verdugo Austin Krajicek       |
| 07.03. | Roseto degli Abruzzi | Regione Abruzzo Aterno Gas & Power Cup I  | € 045.730  | Sand          | Carlos Taberner         | Hugo Nys Jan Zieliński                  |
| 07.03. | Santiago de Chile    | Challenger Santiago de Chile              | $ 053.120  | Sand          | Hugo Dellien            | Diego Hidalgo Cristian Rodríguez        |
| 14.03. | Phoenix              | Carvana Arizona Tennis Classic            | $ 159.360  | Hartplatz     | Denis Kudla             | Treat Huey Denis Kudla                  |
| 14.03. | Concepción           | Challenger del Biobío                     | $ 053.120  | Sand          | Tomás Martín Etcheverry | Andrea Collarini Renzo Olivo            |
| 14.03. | Roseto degli Abruzzi | Regione Abruzzo Aterno Gas & Power Cup II | € 045.730  | Sand          | Manuel Guinard          | Franco Agamenone Manuel Guinard         |
| 21.03. | Lille                | Play In Challenger                        | € 067.960  | Hartplatz (i) | Quentin Halys           | Viktor Durasovic Patrik Niklas-Salminen |
| 21.03. | Biel                 | Flowbank Challenger Biel/Bienne           | € 045.730  | Hartplatz (i) | Jurij Rodionov          | Pierre-Hugues Herbert Albano Olivetti   |
| 21.03. | Santa Cruz           | Dove Men+Care Challenger Bolivia II       | $ 053.120  | Sand          | Paul Jubb               | Jesper de Jong Bart Stevens             |
| 21.03. | Zadar                | Falkensteiner Punta Skala – Zadar Open    | € 045.730  | Sand          | Flavio Cobolli          | Zdeněk Kolář Andrea Vavassori           |
| 28.03. | Marbella             | AnyTech365 Andalucía Open                 | € 134.920  | Sand          | Jaume Munar             | Roman Jebavý Philipp Oswald             |
| 28.03. | Lugano               | Challenger BancaStato Città di Lugano     | € 045.730  | Hartplatz (i) | Luca Nardi              | Ruben Bemelmans Daniel Masur            |
| 28.03. | Oeiras               | Oeiras Open I                             | € 045.730  | Sand          | Gastão Elias            | Nuno Borges Francisco Cabral            |
| 28.03. | Pereira              | Circuito Dove Men+Care Pereira            | $ 053.120  | Sand          | Facundo Bagnis          | Luis David Martínez Cristian Rodríguez  |
| 28.03. | Saint-Brieuc         | Open Saint-Brieuc Harmonie Mutuelle       | € 045.730  | Hartplatz (i) | Jack Draper             | Sander Arends David Pel                 |

### April
| Datum1 | Ort             | Turnier                                                  | Preisgeld2 | Belag3    | Sieger Einzel         | Sieger Doppel                                |
| ------ | --------------- | -------------------------------------------------------- | ---------- | --------- | --------------------- | -------------------------------------------- |
| 04.04. | Mexiko-Stadt    | Mexico City Open                                         | $ 159.360  | Sand      | Marc-Andrea Hüsler    | Nicolás Jarry Matheus Pucinelli de Almeida   |
| 04.04. | Murcia          | ATP Challenger Costa Cálida Región de Murcia             | € 045.730  | Sand      | Tseng Chun-hsin       | Íñigo Cervantes Oriol Roca Batalla           |
| 04.04. | Oeiras          | Oeiras Open II                                           | € 045.730  | Sand      | Gastão Elias          | Nuno Borges Francisco Cabral                 |
| 04.04. | Salinas         | Challenger de Salinas Copa Banco Guayaquil               | $ 053.120  | Hartplatz | Emilio Gómez          | Yuki Bhambri Saketh Myneni                   |
| 04.04. | Sanremo         | Sanremo Challenger                                       | € 045.730  | Sand      | Holger Rune           | Geoffrey Blancaneaux Alexandre Müller        |
| 11.04. | Sarasota        | Elizabeth Moore Sarasota Open                            | $ 106.240  | Sand      | Daniel Elahi Galán    | Robert Galloway Jackson Withrow              |
| 11.04. | Barletta        | Open Città della Disfida                                 | € 045.730  | Sand      | Nuno Borges           | Jewgeni Karlowski Jewgeni Tjurnew            |
| 11.04. | Madrid          | Open Comunidad de Madrid                                 | € 045.730  | Sand      | Pedro Cachín          | Adam Pavlásek Igor Zelenay                   |
| 11.04. | San Luis Potosí | San Luis Open                                            | $ 053.120  | Sand      | Antoine Bellier       | Nicolás Barrientos Miguel Ángel Reyes Varela |
| 18.04. | Aguascalientes  | San Marcos Open Aguascalientes                           | $ 053.120  | Sand      | Marc-Andrea Hüsler    | Nicolás Barrientos Miguel Ángel Reyes Varela |
| 18.04. | Prag            | TK Sparta Prague Open                                    | € 045.730  | Sand      | Sebastian Ofner       | Francisco Cabral Szymon Walków               |
| 18.04. | Split           | Split Open                                               | € 045.730  | Sand      | Christopher O’Connell | Nathaniel Lammons Albano Olivetti            |
| 18.04. | Tallahassee     | Tallahassee Tennis Challenger                            | $ 053.120  | Sand      | Wu Tung-lin           | Gijs Brouwer Christian Harrison              |
| 25.04. | Morelos         | Morelos Open                                             | $ 053.120  | Hartplatz | Jay Clarke            | JC Aragone Adrián Menéndez                   |
| 25.04. | Ostrava         | Ostra Group Open                                         | € 045.730  | Sand      | Evan Furness          | Alexander Erler Lucas Miedler                |
| 25.04. | Rom             | Roma Garden Open                                         | € 045.730  | Sand      | Franco Agamenone      | Jesper de Jong Bart Stevens                  |
| 25.04. | Savannah        | Savannah Challenger                                      | $ 053.120  | Sand      | Jack Sock             | Ruben Gonzales Treat Huey                    |
| 25.04. | Tigre           | Dove Men+Care Legión Sudamericana Challenger de Tigre II | $ 053.120  | Sand      | Camilo Ugo Carabelli  | Guillermo Durán Felipe Meligeni Alves        |

### Mai
| Datum1 | Ort                 | Turnier                                                     | Preisgeld2 | Belag3    | Sieger Einzel           | Sieger Doppel                                |
| ------ | ------------------- | ----------------------------------------------------------- | ---------- | --------- | ----------------------- | -------------------------------------------- |
| 02.05. | Aix-en-Provence     | Open Pays d’Aix CEPAC                                       | € 090.280  | Sand      | Benjamin Bonzi          | Titouan Droguet Kyrian Jacquet               |
| 02.05. | Mauthausen          | Danube Upper Austria Open                                   | € 090.280  | Sand      | Jurij Rodionov          | Sander Arends David Pel                      |
| 02.05. | Prag                | I.ČLTK Prague Open                                          | € 045.730  | Sand      | Pedro Cachín            | Nuno Borges Francisco Cabral                 |
| 02.05. | Salvador            | Challenger 80 Dove Men+Care Salvador                        | $ 053.120  | Sand      | João Domingues          | Diego Hidalgo Cristian Rodríguez             |
| 09.05. | Bordeaux            | BNP Paribas Primrose Bordeaux                               | € 134.920  | Sand      | Alexei Popyrin          | Rafael Matos David Vega Hernández            |
| 09.05. | Heilbronn           | Neckarcup                                                   | € 090.280  | Sand      | Daniel Altmaier         | Nicolás Barrientos Miguel Ángel Reyes Varela |
| 09.05. | Coquimbo            | Dove Men+Care Legión Sudamericana Coquimbo Challenger       | $ 053.120  | Sand      | Facundo Díaz Acosta     | Guillermo Durán Nicolás Mejía                |
| 09.05. | Schymkent           | Shymkent Challenger I                                       | $ 053.120  | Sand      | Emilio Nava             | Antoine Bellier Gabriel Décamps              |
| 09.05. | Zagreb              | Zagreb Open                                                 | € 045.730  | Sand      | Filip Misolic           | Adam Pavlásek Igor Zelenay                   |
| 16.05. | Schymkent           | Shymkent Challenger II                                      | $ 053.120  | Sand      | Sergey Fomin            | Sanjar Fayziyev Markos Kalovelonis           |
| 16.05. | Tunis               | Tunis Open                                                  | $ 053.120  | Sand      | Roberto Carballés Baena | Nicolás Barrientos Miguel Ángel Reyes Varela |
| 16.05. | Francavilla al Mare | Challenger Francavilla al Mare                              | € 032.160  | Sand      | Matteo Arnaldi          | Dan Added Hernán Casanova                    |
| 23.05. | Troisdorf           | Saturn Oil Open                                             | € 045.730  | Sand      | Lukáš Klein             | Dustin Brown Evan King                       |
| 23.05. | Vicenza             | Internazionali di Tennis Città di Vicenza Trofeo FL Service | € 045.730  | Sand      | Andrea Pellegrino       | Francisco Comesaña Luciano Darderi           |
| 30.05. | Forlì               | Forlì Open                                                  | € 134.920  | Sand      | Lorenzo Musetti         | Nicolás Barrientos Miguel Ángel Reyes Varela |
| 30.05. | Surbiton            | Surbiton Trophy                                             | € 134.920  | Rasen     | Jordan Thompson         | Julian Cash Henry Patten                     |
| 30.05. | Little Rock         | Baptist Health Little Rock Open                             | $ 106.240  | Hartplatz | Jason Kubler            | Andrew Harris Christian Harrison             |
| 30.05. | Prostějov           | Unicredit Czech Open                                        | € 090.280  | Sand      | Vít Kopřiva             | Yuki Bhambri Saketh Myneni                   |
| 30.05. | Posen               | Poznań Open                                                 | € 067.960  | Sand      | Arthur Rinderknech      | Hunter Reese Szymon Walków                   |

### Juni
| Datum1 | Ort          | Turnier                                                   | Preisgeld2 | Belag3    | Sieger Einzel           | Sieger Doppel                                   |
| ------ | ------------ | --------------------------------------------------------- | ---------- | --------- | ----------------------- | ----------------------------------------------- |
| 06.06. | Nottingham   | Rothesay Open Nottingham                                  | € 134.920  | Rasen     | Daniel Evans            | Jonny O’Mara Ken Skupski                        |
| 06.06. | Perugia      | Internazionali di Tennis Città di Perugia                 | € 134.920  | Sand      | Jaume Munar             | Sadio Doumbia Fabien Reboul                     |
| 06.06. | Lyon         | Open Sopra Steria de Lyon                                 | € 090.280  | Sand      | Corentin Moutet         | Romain Arneodo Jonathan Eysseric                |
| 06.06. | Orlando      | Orlando Open                                              | $ 106.240  | Hartplatz | Wu Yibing               | Chung Yun-seong Michail Pervolarakis            |
| 06.06. | Bratislava   | Kooperativa Bratislava Open                               | € 067.960  | Sand      | Alexander Schewtschenko | N. Sriram Balaji Jeevan Nedunchezhiyan          |
| 13.06. | Ilkley       | Ilkley Trophy                                             | € 134.920  | Rasen     | Zizou Bergs             | Julian Cash Henry Patten                        |
| 13.06. | Parma        | Emilia-Romagna Tennis Cup                                 | € 134.920  | Sand      | Borna Ćorić             | Luciano Darderi Fernando Romboli                |
| 13.06. | Blois        | Internationaux de Tennis de Blois                         | € 045.730  | Sand      | Alexandre Müller        | N. Sriram Balaji Jeevan Nedunchezhiyan          |
| 13.06. | Corrientes   | Dove Men+Care Challenger Corrientes                       | $ 037.520  | Sand      | Francisco Comesaña      | Guido Andreozzi Guillermo Durán                 |
| 20.06. | Mailand      | Aspria Tennis Cup                                         | € 045.730  | Sand      | Federico Coria          | Luciano Darderi Fernando Romboli                |
| 20.06. | Oeiras       | Oeiras Open III                                           | € 045.730  | Sand      | Kaichi Uchida           | Sadio Doumbia Fabien Reboul                     |
| 20.06. | Buenos Aires | Dove Men+Care Legión Sudamericana Challenger Buenos Aires | $ 037.520  | Sand      | Francisco Comesaña      | Arklon Huertas del Pino Conner Huertas del Pino |
| 27.06. | Cali         | Cali Open                                                 | $ 053.120  | Sand      | Facundo Mena            | Malek Jaziri Adrián Menéndez                    |
| 27.06. | Lüdenscheid  | Platzmann Sauerland Open                                  | € 045.730  | Sand      | Hamad Međedović         | Robin Haase Sem Verbeek                         |
| 27.06. | Málaga       | Málaga Open                                               | € 045.730  | Hartplatz | Constant Lestienne      | Altuğ Çelikbilek Dmitri Popko                   |
| 27.06. | Troyes       | Internationaux de Tennis de Troyes                        | € 032.160  | Sand      | Juan Bautista Torres    | Íñigo Cervantes Oriol Roca Batalla              |

### Juli
| Datum1 | Ort           | Turnier                                                       | Preisgeld2 | Belag3        | Sieger Einzel         | Sieger Doppel                                   |
| ------ | ------------- | ------------------------------------------------------------- | ---------- | ------------- | --------------------- | ----------------------------------------------- |
| 04.07. | Braunschweig  | Brawo Open                                                    | € 134.920  | Sand          | Jan-Lennard Struff    | Marcelo Demoliner Jan-Lennard Struff            |
| 04.07. | Salzburg      | Salzburg Open                                                 | € 134.920  | Sand          | Thiago Monteiro       | Nathaniel Lammons Jackson Withrow               |
| 04.07. | Bogotá        | DirecTV Open Bogotá                                           | $ 053.120  | Sand          | Juan Pablo Ficovich   | Nicolás Mejía Andrés Urrea                      |
| 04.07. | Porto         | Porto Open                                                    | € 045.730  | Hartplatz     | Altuğ Çelikbilek      | Yuki Bhambri Saketh Myneni                      |
| 04.07. | Todi          | Internazionali di Tennis Città di Todi Sidernestor Tennis Cup | € 045.730  | Sand          | Pedro Cachín          | Guido Andreozzi Guillermo Durán                 |
| 11.07. | Iași          | Concord Iași Open                                             | € 090.280  | Sand          | Felipe Meligeni Alves | Geoffrey Blancaneaux Renzo Olivo                |
| 11.07. | Amersfoort    | Van Mossel Kia Dutch Open                                     | € 045.730  | Sand          | Tallon Griekspoor     | Robin Haase Sem Verbeek                         |
| 11.07. | Rome          | Georgia’s Rome Challenger                                     | $ 053.120  | Hartplatz (i) | Wu Yibing             | Enzo Couacaud Andrew Harris                     |
| 11.07. | Verona        | Internazionali di Tennis Verona                               | € 045.730  | Sand          | Francesco Maestrelli  | Luis David Martínez Andrea Vavassori            |
| 18.07. | Triest        | Città di Trieste ATP Challenger                               | € 090.280  | Sand          | Francesco Passaro     | Diego Hidalgo Cristian Rodríguez                |
| 18.07. | Indianapolis  | Rajeev Ram Foundation Indy Challenger                         | $ 053.120  | Hartplatz (i) | Wu Yibing             | Hans Hach Verdugo Hunter Reese                  |
| 18.07. | Nur-Sultan    | President’s Cup                                               | $ 053.120  | Hartplatz     | Roman Safiullin       | Nam Ji-sung Song Min-kyu                        |
| 18.07. | Pozoblanco    | Open de Tenis Ciudad de Pozoblanco                            | € 045.730  | Hartplatz     | Constant Lestienne    | Dan Added Albano Olivetti                       |
| 18.07. | Tampere       | Tampere Open                                                  | € 045.730  | Sand          | Zsombor Piros         | Alexander Erler Lucas Miedler                   |
| 25.07. | Zug           | Finaport Zug Open                                             | € 134.920  | Sand          | Dominic Stricker      | Zdeněk Kolář Adam Pavlásek                      |
| 25.07. | Segovia       | Open Castilla y León Villa de El Espinar                      | € 067.960  | Hartplatz     | Hugo Grenier          | Nicolás Álvarez Varona Iñaki Montes de la Torre |
| 25.07. | San Benedetto | San Benedetto Tennis Cup                                      | € 045.730  | Sand          | Raul Brancaccio       | Wladyslaw Manafow Oleh Prychodko                |
| 25.07. | Winnipeg      | Winnipeg National Bank Challenger                             | $ 053.120  | Hartplatz     | Emilio Gómez          | Billy Harris Kelsey Stevenson                   |

### August
| Datum1 | Ort                 | Turnier                                                          | Preisgeld2 | Belag3    | Sieger Einzel           | Sieger Doppel                         |
| ------ | ------------------- | ---------------------------------------------------------------- | ---------- | --------- | ----------------------- | ------------------------------------- |
| 01.08. | Cordenons           | Serena Wines Tennis Cup Internazionali del Friuli Venezia Giulia | € 045.730  | Sand      | Zhang Zhizhen           | Dustin Brown Andrea Vavassori         |
| 01.08. | Lexington           | Lexington Challenger                                             | $ 053.120  | Hartplatz | Shang Juncheng          | Yuki Bhambri Saketh Myneni            |
| 01.08. | Liberec             | Svijany Open                                                     | € 045.730  | Sand      | Jiří Lehečka            | Neil Oberleitner Philipp Oswald       |
| 08.08. | San Marino          | Internazionali di Tennis San Marino Open                         | € 067.960  | Sand      | Pawel Kotow             | Marco Bortolotti Sergio Martos Gornés |
| 08.08. | Chicago             | Chicago Men’s Challenger                                         | $ 053.120  | Hartplatz | Roman Safiullin         | André Göransson Ben McLachlan         |
| 08.08. | Lima                | DirecTV Open Lima                                                | $ 053.120  | Sand      | Camilo Ugo Carabelli    | Ignacio Carou Facundo Mena            |
| 08.08. | Meerbusch           | Rhein Asset Open                                                 | € 045.730  | Sand      | Bernabé Zapata Miralles | David Pel Szymon Walków               |
| 15.08. | Santo Domingo       | República Dominicana Open                                        | $ 159.360  | Sand      | Pedro Cachín            | Ruben Gonzales Reese Stalder          |
| 15.08. | Vancouver           | Odlum Brown Vanopen                                              | $ 159.360  | Hartplatz | Constant Lestienne      | André Göransson Ben McLachlan         |
| 15.08. | Grodzisk Mazowiecki | Kozerki Open                                                     | € 067.960  | Hartplatz | Tomáš Macháč            | Robin Haase Philipp Oswald            |
| 22.08. | Banja Luka          | Srpska Open                                                      | € 045.730  | Sand      | Fábián Marozsán         | Wladyslaw Manafow Oleh Prychodko      |
| 22.08. | Granby              | Championnats Banque Nationale de Granby                          | $ 053.120  | Hartplatz | Gabriel Diallo          | Julian Cash Henry Patten              |
| 22.08. | Nonthaburi          | Bangkok Open I                                                   | $ 037.520  | Hartplatz | Valentin Vacherot       | Jewgeni Donskoi Alibek Katschmasow    |
| 22.08. | Prag                | IBG Prague Open                                                  | € 032.160  | Sand      | Oleksij Krutych         | Victor Vlad Cornea Andrew Paulson     |
| 29.08. | Como                | Challenger Città di Como                                         | € 045.730  | Sand      | Cedrik-Marcel Stebe     | Alexander Erler Lucas Miedler         |
| 29.08. | Mallorca            | Rafa Nadal Open                                                  | € 045.730  | Hartplatz | Luca Nardi              | Yuki Bhambri Saketh Myneni            |
| 29.08. | Toulouse            | Open de Toulouse                                                 | € 045.730  | Sand      | Kimmer Coppejans        | Maxime Janvier Malek Jaziri           |
| 29.08. | Nonthaburi          | Bangkok Open II                                                  | $ 037.520  | Hartplatz | Arthur Cazaux           | Benjamin Lock Yūta Shimizu            |

### September
| Datum1 | Ort          | Turnier                              | Preisgeld2 | Belag3        | Sieger Einzel             | Sieger Doppel                               |
| ------ | ------------ | ------------------------------------ | ---------- | ------------- | ------------------------- | ------------------------------------------- |
| 05.09. | Tulln        | NÖ Open                              | € 090.280  | Sand          | Jozef Kovalík             | Alexander Erler Lucas Miedler               |
| 05.09. | Sevilla      | Copa Sevilla                         | € 067.960  | Sand          | Roberto Carballés Baena   | Román Andrés Burruchaga Facundo Díaz Acosta |
| 05.09. | Cassis       | Cassis Open Provence                 | € 045.730  | Hartplatz     | Hugo Grenier              | Michaël Geerts Joran Vliegen                |
| 05.09. | Nonthaburi   | Bangkok Open III                     | $ 037.520  | Hartplatz     | Stuart Parker             | Chung Yun-seong Ajeet Rai                   |
| 12.09. | Stettin      | Pekao Szczecin Open                  | € 134.920  | Sand          | Corentin Moutet           | Dustin Brown Andrea Vavassori               |
| 12.09. | Rennes       | Open Blot Rennes                     | € 067.960  | Hartplatz (i) | Ugo Humbert               | Jonathan Eysseric David Pel                 |
| 12.09. | Cary         | Atlantic Tire Championship           | $ 053.120  | Hartplatz     | Michael Mmoh              | Nathaniel Lammons Jackson Withrow           |
| 12.09. | Istanbul     | Istanbul Challenger Ted Open         | $ 053.120  | Hartplatz     | Radu Albot                | Purav Raja Divij Sharan                     |
| 19.09. | Genua        | AON Open Challenger                  | € 134.920  | Sand          | Thiago Monteiro           | Dustin Brown Andrea Vavassori               |
| 19.09. | Braga        | Braga Open                           | € 045.730  | Sand          | Nicolas Moreno de Alboran | Vít Kopřiva Jaroslav Pospíšil               |
| 19.09. | Columbus     | Tennis Ohio Championships II         | $ 053.120  | Hartplatz (i) | Jordan Thompson           | Julian Cash Henry Patten                    |
| 19.09. | Sibiu        | Sibiu Open                           | € 045.730  | Sand          | Nerman Fatić              | Ivan Sabanov Matej Sabanov                  |
| 19.09. | Villa María  | Challenger Dove Men+Care Villa María | $ 053.120  | Sand          | Nicolás Kicker            | Hernán Casanova Santiago Rodríguez Taverna  |
| 26.09. | Orléans      | Open d’Orléans                       | € 134.920  | Hartplatz (i) | Grégoire Barrère          | Nicolas Mahut Édouard Roger-Vasselin        |
| 26.09. | Buenos Aires | Challenger de Buenos Aires           | $ 053.120  | Sand          | Juan Manuel Cerúndolo     | Guido Andreozzi Guillermo Durán             |
| 26.09. | Charleston   | LTP Men’s Open                       | $ 053.120  | Hartplatz     | Turnier abgebrochen       | Turnier abgebrochen                         |
| 26.09. | Lissabon     | Lisboa Belém Open                    | € 045.730  | Sand          | Marco Cecchinato          | Zdeněk Kolář Gonçalo Oliveira               |

### Oktober
| Datum1 | Ort                  | Turnier                                                  | Preisgeld2 | Belag3        | Sieger Einzel         | Sieger Doppel                                     |
| ------ | -------------------- | -------------------------------------------------------- | ---------- | ------------- | --------------------- | ------------------------------------------------- |
| 03.10. | Parma                | Parma Challenger                                         | € 134.920  | Sand          | Timofei Skatow        | Tomislav Brkić Nikola Čačić                       |
| 03.10. | Mouilleron-le-Captif | Open de Vendée                                           | € 067.960  | Hartplatz (i) | Jelle Sels            | Sander Arends David Pel                           |
| 03.10. | Alicante             | Alicante Ferrero Challenger                              | € 045.730  | Hartplatz     | Lukáš Klein           | Robin Haase Albano Olivetti                       |
| 03.10. | Campinas             | Campeonato Internacional de Tênis de Campinas            | $ 053.120  | Sand          | Jan Choinski          | Boris Arias Federico Zeballos                     |
| 03.10. | Gwangju              | Gwangju Open Challenger                                  | $ 053.120  | Hartplatz     | Zsombor Piros         | Nicolás Barrientos Miguel Ángel Reyes Varela      |
| 03.10. | Tiburon              | Tiburon Challenger                                       | $ 053.120  | Hartplatz     | Zachary Svajda        | Leandro Riedi Valentin Vacherot                   |
| 10.10. | Seoul                | Fila Seoul Open Challenger                               | $ 132.800  | Hartplatz     | Li Tu                 | Kaichi Uchida Wu Tung-lin                         |
| 10.10. | Saint-Tropez         | Saint-Tropez Open                                        | € 090.280  | Hartplatz     | Mattia Bellucci       | Dan Added Albano Olivetti                         |
| 10.10. | Fairfield            | Fairfield Pro Tennis Championship                        | $ 053.120  | Hartplatz     | Michael Mmoh          | Julian Cash Henry Patten                          |
| 10.10. | Ismaning             | Wolffkran Open                                           | € 045.730  | Teppich (i)   | Quentin Halys         | Michaël Geerts Patrik Niklas-Salminen             |
| 10.10. | Rio de Janeiro       | Dove Men+Care La Legión Rio de Janeiro                   | $ 053.120  | Sand          | Marco Cecchinato      | Guido Andreozzi Guillermo Durán                   |
| 17.10. | Busan                | Busan Open                                               | $ 159.360  | Hartplatz     | Kamil Majchrzak       | Marc Polmans Max Purcell                          |
| 17.10. | Ambato               | Ambato La Gran Ciudad                                    | $ 053.120  | Sand          | Facundo Bagnis        | Santiago Rodríguez Taverna Thiago Agustín Tirante |
| 17.10. | Coquimbo             | Challenger Dove Men+Care Coquimbo II                     | $ 053.120  | Sand          | Juan Manuel Cerúndolo | Franco Agamenone Hernán Casanova                  |
| 17.10. | Hamburg              | Challenger Hamburg                                       | € 045.730  | Hartplatz (i) | Alexander Ritschard   | Treat Huey Max Schnur                             |
| 17.10. | Vilnius              | Vilnius Open                                             | € 045.730  | Hartplatz (i) | Mattia Bellucci       | Romain Arneodo Sam Weissborn                      |
| 24.10. | Brest                | Open Brest Crédit Agricole                               | € 067.960  | Hartplatz (i) | Grégoire Barrère      | Viktor Durasovic Otto Virtanen                    |
| 24.10. | Las Vegas            | Las Vegas Tennis Open                                    | $ 053.120  | Hartplatz     | Tennys Sandgren       | Julian Cash Henry Patten                          |
| 24.10. | Lima                 | Lima Challenger                                          | $ 053.120  | Sand          | Daniel Altmaier       | Jesper de Jong Max Houkes                         |
| 24.10. | Playford City        | City of Playford International                           | $ 053.120  | Hartplatz     | Rinky Hijikata        | Jeremy Beale Calum Puttergill                     |
| 24.10. | St. Ulrich in Gröden | Sparkasse Challenger Val Gardena/Südtirol                | € 045.730  | Hartplatz (i) | Borna Gojo            | Denis Istomin Jewgeni Karlowski                   |
| 31.10. | Bergamo              | Trofeo Perrel–Faip                                       | € 045.730  | Hartplatz (i) | Otto Virtanen         | Henri Squire Jan-Lennard Struff                   |
| 31.10. | Charlottesville      | Charlottesville Men’s Pro Challenger                     | $ 053.120  | Hartplatz (i) | Ben Shelton           | Julian Cash Henry Patten                          |
| 31.10. | Guayaquil            | Challenger Ciudad de Guayaquil                           | $ 053.120  | Sand          | Daniel Altmaier       | Guido Andreozzi Guillermo Durán                   |
| 31.10. | Sydney               | NSW Open                                                 | $ 053.120  | Hartplatz     | Hsu Yu-hsiou          | Blake Ellis Tristan Schoolkate                    |
| 31.10. | Yokohama             | Yokohama Keio Challenger International Tennis Tournament | $ 053.120  | Hartplatz     | Christopher O’Connell | Victor Vlad Cornea Ruben Gonzales                 |

### November
| Datum1 | Ort           | Turnier                                         | Preisgeld2 | Belag3        | Sieger Einzel           | Sieger Doppel                             |
| ------ | ------------- | ----------------------------------------------- | ---------- | ------------- | ----------------------- | ----------------------------------------- |
| 07.11. | Roanne        | Open de Roanne Auvergne-Rhône-Alpes             | € 090.280  | Hartplatz (i) | Hugo Gaston             | Sadio Doumbia Fabien Reboul               |
| 07.11. | Bratislava    | Peugeot Slovak Open                             | € 067.960  | Hartplatz (i) | Márton Fucsovics        | Denys Moltschanow Alexander Nedowessow    |
| 07.11. | Calgary       | Calgary National Bank Challenger                | $ 053.120  | Hartplatz (i) | Dominik Koepfer         | Maximilian Neuchrist Michail Pervolarakis |
| 07.11. | Knoxville     | Knoxville Challenger                            | $ 053.120  | Hartplatz (i) | Ben Shelton             | Hunter Reese Tennys Sandgren              |
| 07.11. | Matsuyama     | Unicharm Trophy Ehime International Open Tennis | $ 053.120  | Hartplatz     | Hong Seong-chan         | Andrew Harris John-Patrick Smith          |
| 07.11. | Montevideo    | Uruguay Open                                    | $ 053.120  | Sand          | Genaro Alberto Olivieri | Karol Drzewiecki Piotr Matuszewski        |
| 14.11. | Helsinki      | HPP Open                                        | € 067.960  | Hartplatz (i) | Leandro Riedi           | Purav Raja Divij Sharan                   |
| 14.11. | Champaign     | Paine Schwartz Partners Challenger              | $ 053.120  | Hartplatz (i) | Ben Shelton             | Robert Galloway Hans Hach Verdugo         |
| 14.11. | Drummondville | Challenger Banque Nationale de Drummondville    | $ 053.120  | Hartplatz (i) | Vasek Pospisil          | Julian Cash Henry Patten                  |
| 14.11. | Kōbe          | Hyogo Noah Challenger                           | $ 053.120  | Hartplatz (i) | Yōsuke Watanuki         | Shinji Hazawa Yūta Shimizu                |
| 14.11. | São Leopoldo  | São Léo Open de Tênis                           | $ 053.120  | Sand          | Juan Pablo Varillas     | Guido Andreozzi Guillermo Durán           |
| 21.11. | Temuco        | Challenger Dove Men+Care Temuco                 | $ 106.240  | Hartplatz     | Guido Andreozzi         | Guido Andreozzi Guillermo Durán           |
| 21.11. | Valencia      | Copa Faulcombridge                              | € 067.960  | Sand          | Oleksij Krutych         | Oleksij Krutych Oriol Roca Batalla        |
| 21.11. | Andria        | Castel del Monte Open Andria                    | € 045.730  | Hartplatz (i) | Leandro Riedi           | Julian Cash Henry Patten                  |
| 21.11. | Yokkaichi     | Yokkaichi Challenger                            | $ 053.120  | Hartplatz     | Yōsuke Watanuki         | Hsu Yu-hsiou Yūta Shimizu                 |
| 28.11. | Maia          | Maia Open                                       | € 045.730  | Sand (i)      | Luca Van Assche         | Julian Cash Henry Patten                  |
| 28.11. | Maspalomas    | eó Hotels Maspalomas Challenger                 | € 045.730  | Sand          | Dušan Lajović           | Evan King Reese Stalder                   |

- 1 Turnierbeginn (ohne Qualifikation)
- 2 Seit 2019 werden alle Spieler der Turniere untergebracht.
- 3 Das Kürzel „(i)“ (= indoor) bedeutet, dass das betreffende Turnier in einer Halle ausgetragen wird.

## Verteilung der Weltranglistenpunkte
Ein Überblick über die Punktverteilung der jeweiligen Challenger-Kategorien im Jahr 2022. Seit 2019 mussten alle Challenger-Turniere ihren Spielern Hospitality gewähren.
| Turnierkategorie | Gesamtsumme Preisgeld | S   | F  | HF | VF | AF | 1R | Zusätzliche Qualifikationspunkte |
| ---------------- | --------------------- | --- | -- | -- | -- | -- | -- | -------------------------------- |
| Challenger 125   | $0159.360 €0134.920   | 125 | 75 | 45 | 25 | 10 | 5  | 1                                |
| Challenger 110   | $0132.800 €0112.600   | 110 | 65 | 40 | 20 | 9  | 5  | 1                                |
| Challenger 100   | $0106.240 €0090.280   | 100 | 60 | 35 | 18 | 8  | 5  | 1                                |
| Challenger 90    | $0079.680 €0067.960   | 090 | 55 | 33 | 17 | 8  | 5  | 1                                |
| Challenger 80    | $0053.120 €0045.730   | 080 | 48 | 29 | 15 | 7  | 4  | 1                                |
| Challenger 50    | $0037.520 €0032.160   | 050 | 30 | 15 | 7  | 4  | 0  | 1                                |

- Erklärung Kopfzeile: S = Sieger; F = (unterlegener) Finalist; HF = Halbfinale erreicht (und dann ausgeschieden); VF = Viertelfinale; AF = Achtelfinale; 1R = Erste Runde
- Paare im Doppel erhalten keine Punkte vor dem Viertelfinale.